# Route 770 (Nouveau-Brunswick)
Pour les articles homonymes, voir Route 770.
La route 770 est une route locale du Nouveau-Brunswick située dans le sud-ouest de la province, au nord-ouest de Saint-George. Elle traverse une région essentiellement boisée. De plus, elle mesure 57 kilomètres, et n'est pas pavée sur toute sa longueur, alors qu'une section au milieu de son parcours est une route non-asphaltée.

## Tracé
La 770 débute à Hewitt, sur la route 127. Elle commence par se diriger vers le nord-est en traversant Whittier Ridge et Clarence Ridge, puis elle bifurque vers le nord-est jusqu'à Pomeroy, en traversant unenrétion plus isolée. De plus, dans les environs de Pomeroy, elle est une route de gravier.
La 770 bifurque ensuite vers le sud pour suivre la rivière Magaguadavic, puis elle traverse Elmcroft et Bonny River. Elle est ensuite nommée avenue Riverview en entrant dans Saint-George. Elle passe ensuite sous la route 1, puis elle se termine dans le centre de la ville, sur la route 172. 

## Intersections principales
| route 770          |              |    |                                                                   |                           |
| Comté              | Location     | km | Intersection/Destinations                                         | Notes                     |
| Comté de Charlotte | Hewitt       | 0  | R-127, Dumbarton, Saint-Andrews                                   | Extrémité ouest de la 770 |
| Comté de Charlotte | Rollingdam   | 4  | Chemin Rollingdam, McMinn, Dumbarton                              |                           |
| Comté de Charlotte | Saint-George | 57 | R-172, rue Brunswick, Letete, vers R-1, Saint-Stephen, Saint Jean | Extrémité sud de la 770   |